# Écouen
Écouen is een gemeente in Frankrijk, 19 km ten noorden van het centrum van Parijs.
Het schilderachtige dorpscentrum wordt gedomineerd door het massieve, vierkante kasteel, gebouwd tussen 1538 en 1555. In 1977 werd in het kasteel het Musée national de la Renaissance geopend, met omvangrijke collecties uit de 16e eeuw.

## Kaart
De onderstaande kaart toont de ligging van Écouen met de belangrijkste infrastructuur en aangrenzende gemeenten.

## Demografie
Onderstaande figuur toont het verloop van het inwonertal, bron: INSEE-tellingen. 

## Websites
- (fr)  Ville d'Écouen. officiële website
- (fr)  Statistische informatie op de website van INSEE

1. ↑  Populations de référence 2022.